# Videoarte
El videoarte o arte audiovisual (también conocido como video experimental). Es una forma de expresión que se basa en el uso de la tecnología de video como medio visual y audible. El videoarte surgió a fines de la década de 1960 cuando la nueva tecnología de video de consumo, como las grabadoras de video, se hizo disponible fuera de las transmisiones corporativas. El videoarte puede tomar muchas formas: grabaciones que se emiten; instalaciones vistas en galerías o museos; obras transmitidas en línea, distribuidas como cintas de video o DVD; y actuaciones que pueden incorporar uno o más televisores, monitores de vídeo y proyecciones, que muestran imágenes y sonidos en directo o grabados.
El videoarte experimentó las distintas tendencias de la época, como fluxus (con el que se relaciona especialmente), el arte conceptual, las performances o el minimalismo. No debe confundirse con la producción de la televisión o el cine experimental.

## Antecedentes
La creación de la cámara oscura, técnica utilizada para captar la luz en un material fotosensible, puede considerarse el antecedente fundante, compartido con otras expresiones derivadas de las posibilidades de fijación de sus imágenes que introdujo la invención de la fotografía en 1839. “El desarrollo de las cámaras puede ser leído como un acontecimiento tecnológico que desligó la experiencia de la visión de un sujeto dotado de órganos de percepción”. La utilización de las cámaras generan una nueva forma de percepción de la realidad. Con el invento de las cámaras, se producen diferentes series en la producción de imágenes, en las cuales podemos encontrar diferentes estilos artísticos.

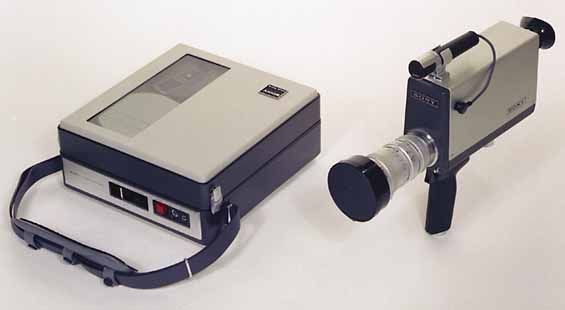
Cámara de video portátil Sony AV-3400 Porta Pak.

El antecedente más importante para el desarrollo del video es la creación de la cámara de video, en tanto medio tecnológico que permite crear imágenes audiovisuales de forma doméstica. 
Según los últimos datos investigados, los españoles Salvador Dalí y José Val del Omar fueron posiblemente junto a Nam June Paik y Wolf Vostell pioneros del videoarte. La obra de Val del Omar podría inscribirse dentro del cine experimental; sin embargo, el hecho de que él también crease soportes o técnicas especiales para su exhibición, como el "Desbordamiento apanorámico de la imagen" hacen que sean piezas únicas y fuera de cualquier posible circuito comercial o sala de exhibición al uso. Pese a ello, su obra actualmente está tomando gran relevancia y está siendo muy difundida, pero para poder apreciarla como él dispuso, solo puede hacerse siguiendo sus instrucciones, más cercanas a la instalación artística. El Tríptico Elemental de España es su obra más reconocida, y la primera de esas cintas data de 1953-55, si bien ya en Vibración en Granada tenemos un antecedente, casi un boceto de lo que aquí vemos. Por eso podemos decir que es el pionero del videoarte.
Dalí ha sido reclamado como otro antecedente del videoarte tras descubrirse la proyección de la obra Caos y creación, en la que el artista español parodia el arte de Piet Mondrian y El Bosco, realizada junto con el artista Philippe Halsman, la obra fue realizada para ser proyectada en abril de 1960, en la Fifth Annual Convention on Visual Communications, celebrada en el hotel Waldorf de Nueva York.

## Historia

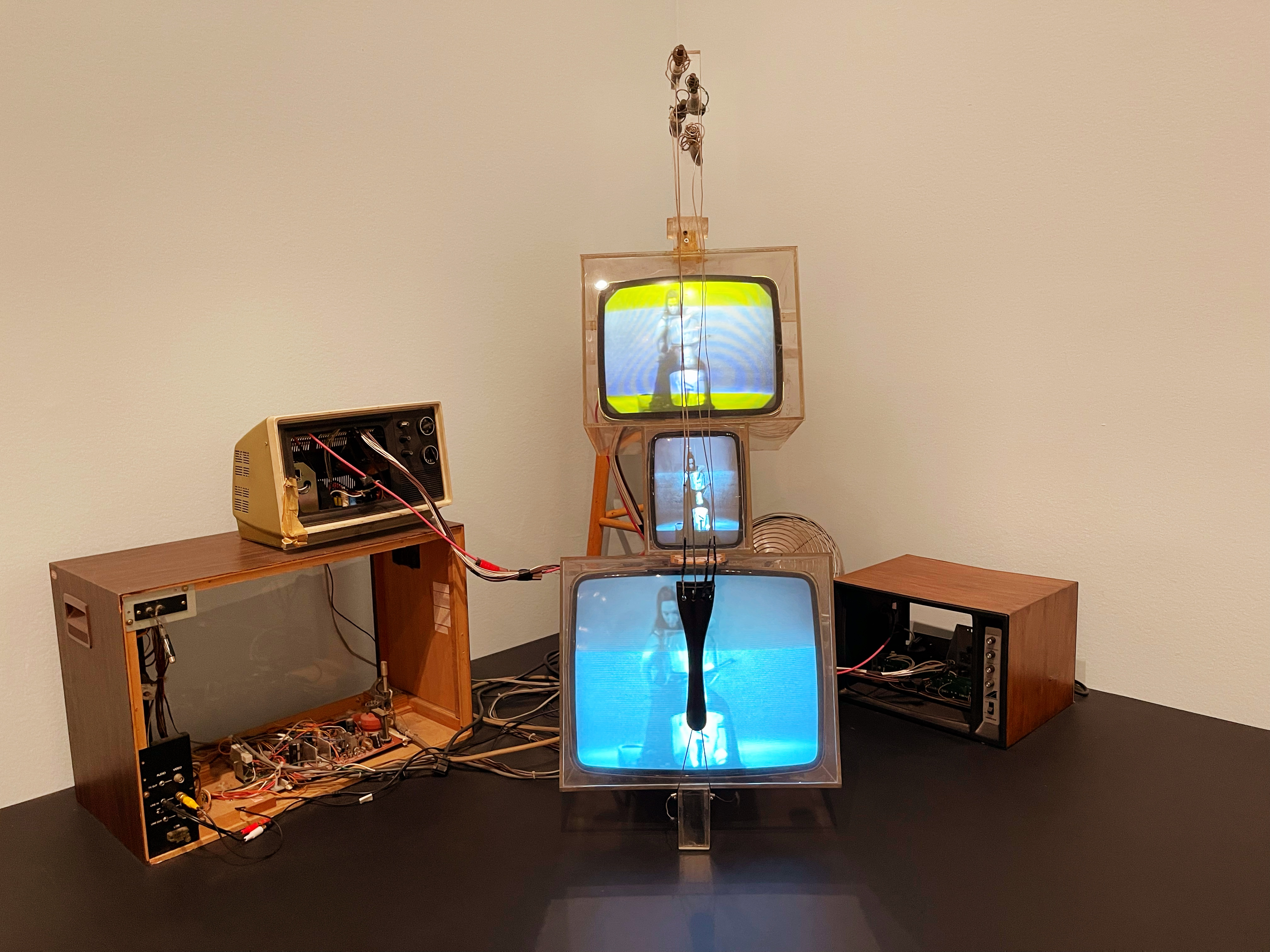
TV Cello (1966).

Nam June Paik es reconocido por múltiples autores como el "padre del videoarte", por sus experimentaciones en la década del 60 sobre las posibilidades que introdujo la cámara de video portátil. Nam June Paik expuso por primera vez sus obras en la Exposition of Music - Electronic Television en la Galería Parnass de Wuppertal en marzo del 1963.
Nam June Paik obtuvo en 1965 la primera cámara portátil de SONY, antes de su comercialización. El 4 de octubre de 1965 grabó desde un taxi las calles de Nueva York durante la visita del papa Pablo VI con una finalidad estética, para captar una realidad subjetiva, al margen de las funciones de grabación de la televisión. Este hecho ha sido ampliamente discutido, pues Sony no fabricó su portapack hasta 1967. Otra obra conocida de Nam June Paik fue Zen for TV, 1963.
Otro autor pionero del género es Wolf Vostell, considerado el creador de la primera videocinta con el título Sun in your head (Sol en tu cabeza) del año 1963. Sun in your head fue rodado en película de 16 mm y transferido a video en 1967. En septiembre del 1963 Wolf Vostell presentó en la Galería Parnass la primera obra que incorpora un televisor. Una instalación con el título La habitación negra del año 1958, de 3 piezas en una habitación oscura con paredes pintadas con pintura negra, que hoy forma parte de la colección del Museo Berlinische Galerie en Berlín. En el mismo año, Vostell presentó en la Smolin Gallery de Nueva York su instalación 6 TV Dé-coll/age, que hoy forma parte de la colección del Museo Reina Sofía.
El artista francés Fred Forest también utilizó un Sony Portapak desde 1967. Estas afirmaciones están, sin embargo, a menudo en disputa porque el primer Sony Portapak, la Videorover no llegó a estar disponible en el mercado hasta 1967 por primera vez en los EE. UU. (Fred Forest no niega esto, diciendo que la cámara le fue proporcionada por los fabricantes). A Andy Warhol se le atribuye una muestra de videoarte undergrond pocas semanas antes de la proyección de Paik, pero en este caso, el artista probablemente utilizó una cámara de video pre-portátil.
Antes de la introducción de esta nueva tecnología, la producción de imágenes en movimiento sólo estaba disponible para el consumidor (o el artista, para este caso) a través de la película de ocho o dieciséis milímetros, pero no proporcionaba la reproducción instantánea que ofrecen las tecnologías de vídeo. En consecuencia, muchos artistas encontraron más atractivo el vídeo que la película, más aún cuando a esta mayor portabilidad se le agregaron tecnologías que permiten editar, o modificar (posproducir) la imagen de vídeo.
En los dos ejemplos mencionados anteriormente, ambos hicieron uso de "trucos de baja tecnología" para producir obras de videoarte antes de tiempo. El artista estadounidense Peter Campus en su obra Double Vision combina las señales de vídeo de dos cámaras Sony Portapak a través de un mezclador electrónico, lo que resulta en una imagen distorsionada y radicalmente disonante; en Organic Honey's Vertical Roll de Jonas se involucra material grabado con anterioridad, ya que se reproduce en un televisor - con la bodega vertical, un ajuste de forma intencionada en el error.
Una obra de vídeoarte multicanal (utilizando varios monitores o pantallas) fue Wipe Cycle, de Ira Schneider y Frank Gillette. Wipe Cycle se exhibió por primera vez en la Galería Howard Wise de Nueva York en 1969 como parte de una exposición titulada TV Como Un Medio Creativo.  Wipe Cycle fue una instalación de nueve pantallas de televisión, que combinaba imágenes en vivo de los visitantes de la galería, con material de archivo de la televisión comercial, y videos pregrabados. El material se alternaba de un monitor a otro en una coreografía elaborada.
La innovadora pieza de Valie Export, Frente a una familia (1971), fue uno de los primeros casos de intervención de radiodifusión entre la televisión y el videoarte. El video, transmitido originalmente en el programa de televisión austríaca Kontakte el 2 de febrero de 1971, muestra a una familia austriaca burguesa viendo la televisión mientras cenan. Cuando otras familias de clase media vieron este programa en la TV, la televisión se vuelve la celebración de un espejo frente a su experiencia y que complejiza la relación entre sujeto, espectador, y la televisión.
En los estudios de televisión de San José, ubicado en Estados Unidos en 1970, Willoughby Sharp comenzó la serie Videoviews de los diálogos grabados en video con los artistas. La serie Videoviews consiste en diálogos de Sharps con Bruce Nauman (1970), Joseph Beuys (1972), Vito Acconci (1973), Chris Burden (1973), Lowell Darling (1974), y Dennis Oppenheim (1974). También en 1970, Sharp presenta Body Works, una exposición de obras de vídeo de Vito Acconci, Terry Fox, Richard Serra, Keith Sonnier, Dennis Oppenheim y William Wegman que se presentó en el Museo de Tom Marioni del arte conceptual, San Francisco, California.
El videoarte se hizo muy popular en la ciudad de Nueva York. The Kitchen fue fundada por Steina y Woody Vasulka asistido por el director de videos de Dimitri Devyatkin y Shridhar Bapat en 1971. El videoarte y la música electrónica fueron exhibidos ante un público expectante.

## Características
Una de las principales diferencias entre el videoarte y el cine es que el videoarte no necesariamente depende de muchas de las convenciones que definen el cine. El videoarte puede no emplear el uso de actores, puede prescindir de diálogos, puede no tener narrativa discernible, o adherirse a cualquiera de las otras convenciones que generalmente definen el cine como entretenimiento. Esta distinción es importante, ya que propicia el videoarte no solo de cine, sino también de las subcategorías en que esas definiciones pueden llegar a ser complejas (como en el caso de la vanguardia del cine o cortometrajes). Las intenciones del videoarte son variadas, desde la exploración de los límites de la propia media (por ejemplo, Peter Campus, Double Vision) para atacar con rigor las expectativas del espectador del video como forma de cine convencional (por ejemplo, Joan Jonas, Organic Honey's Vertical Roll).
Es una de las tendencias artísticas que surgieron al hilo de la consolidación de los medios de comunicación de masas, y que pretendían explorar las aplicaciones alternativas y aplicaciones artísticas de dichos medios. Se usan medios electrónicos (analógicos o digitales) con un fin artístico. En él se utiliza información de video experimental). Una de las diferencias entre el videoarte y el cine es que el videoarte no necesariamente cumple con las convenciones del cine, ya que puede no emplear actores o diálogos, carecer de una narrativa o guion, u otras convenciones que generalmente definen a las películas como entretenimiento.
El videoarte es una alternativa expresiva a la producción cinematográfica convencional. Es una propuesta más enfocada a personas que rompen con los parámetros comerciales y buscan un medio alternativo a las formas tradicionales de producción. 
Se sustenta en el formato y en la posibilidad de establecer una dinámica visual y conceptual a través de la narración filmó o fotográfica. Es eminentemente conceptual, de esta premisa emerge este estilo de relato visual o audiovisual.
El videoarte defiende un lenguaje audiovisual que se conforma en la indagación de cualquier razón alternativa para sintetizar y articular códigos expresivos procedentes de diversos ámbitos del audiovisual. Sus producciones se diferencian de otras prácticas como el videoclip, el vídeo documental y el vídeo de ficción, porque, sobre todo, intenta crear nuevas narrativas y nuevas formas de visualizar al operar con presupuestos que no se restringen a las premisas de estos géneros. De manera que se trata de una manifestación que significa una ruptura con lo convencional o “visualmente correcto”, pues se vale de parámetros espacio-temporales e interactivos completamente distintos.
Una de sus características son:
-Es una alternativa más económicamente a la producción tradicional en cine.
-pretendían explorar las aplicaciones alternativas y aplicaciones artísticas de dichos medios.
La composición estructural técnica del videoarte nace de tres aristas primordiales: el cine, la televisión y el video. Estos tres elementos están sujetos a leyes, cánones o reglas que permean al videoarte de forma inherente. Sin embargo, existe una contradicción evidente al momento de visualizar una obra de arte en video, que desestabiliza el entendimiento de los espectadores. Es decir, las características y leyes de estas tres “aristas origen” se ven quebrantadas, fracturadas, reinterpretadas, reconstruidas y recontextualizadas desde sus propios fundamentos.
Para explicar lo anterior es necesario incluir un concepto que defina y se adapte a esta condición. “El bulbo” es un concepto que hace referencia a la estructura formal de algunos vegetales desarrollados bajo tierra, conformados por el tallo, “el bulbo” y la raíz. Una cebolla o el ajo son un ejemplo de la composición estructural del bulbo. El bulbo no es otra cosa que la sucesión de capas a partir de un núcleo. Esta distribución secuencial por capas sirve para identificar al videoarte de forma general, que hace pensarlo como un objeto expansivo hacia dos sentidos: hacia fuera o hacia dentro. Entonces, podría percibirse al videoarte como una esfera formada por varias capas que van del interior al exterior, o viceversa. El videoarte es un bulbo donde el núcleo está conformado por la imagen en movimiento1 y el arte —como elementos fundamentales en relación inherente al cine, la televisión y el vídeo en sí—. Estos elementos conforman las tres capas primordiales a las cuales se les puede sumar-agregar otras hacia su interior o exterior. Estas capas representan la constante hibridación técnica del videoarte sin que este salga de su frontera; el arte.
El orden de estas capas no es necesariamente jerárquico y puede fluctuar, según los intereses del artista. El videoclip, los cortometrajes, el cine experimental, las intervenciones videográficas, el video mapping, la videoescultura, las videoinstalaciones, la interactividad en vídeo, la animación, el found footage, el video reciclaje, el remix en video, etc., conforman las capas que se van sumando al núcleo y que definen al videoarte. Esta estructura se puede visualizar desde un aspecto expansivo donde crece, o bien, decrece, por tanto, la imagen movimiento se vuelve interna o externa, según sea el caso, permitiendo un trabajo aún más libre, sin que se pierda el punto nodal.

## Variedades
El videoarte ofrece muchas posibilidades distintas: grabación de acciones: se incluyen los trabajos de artistas que difunden sus performance pregrabadas en el momento de sus intervenciones en directo. Este tipo de acciones, la mayoría de las veces, están orientadas a la recuperación de la noción de tiempo real; investigaciones sobre el espacio-tiempo, de las que surge la idea de espacio, entendido como recorrido, y el tiempo, entendido como periodo; instalaciones de video, videoesculturas, videoambientes o videocreación.

## Artistas de video prominentes
Muchos de los primeros videoartistas prominentes eran los involucrados con movimientos simultáneos en el arte conceptual, el rendimiento y el cine experimental. Estos incluyen a los estadounidenses Vito Acconci, Valie Export, John Baldessari, Peter Campus, Doris Totten Chase, Norman Cowie, Dimitri Devyatkin, Dan Graham, Joan Jonas, Bruce Nauman, Nam June Paik, Bill Viola, Shigeko Kubota, Martha Rosler, William Wegman, Jessica Donaji, Gary Hill, y muchos otros. Había también aquellos como Steina y Woody Vasulka que estaban interesados en las cualidades formales de vídeo y empleaban sintetizadores de vídeo para crear obras abstractas.
Notables artistas, pioneros de vídeo, surgieron más o menos simultáneamente en Europa y en otros Países como Nan Hoover (Países Bajos), Marta Minujín (Argentina), Juan Downey (Chile), Wolf Vostell (Alemania), Slobodan Pajic (Francia), Wolf Kahlen (Alemania), Peter Weibel (Austria), David Hall (Reino Unido), Paul Wong (Canadá), Lisa Steele (Canadá), Colin Campbell (Canadá), Miroslaw Rogala (Polonia), Clemencia Echeverri (Colombia), Danny Matthys (Bélgica), Chantal Akerman (Bélgica), Akram Zaatari (Líbano), Mireille Astore (Líbano / Australia) y otros.

## El videoarte en la actualidad
El género del videoarte se sigue produciendo en el contexto de las artes audiovisuales contemporáneas. Está representado principalmente por dos variedades: de un solo canal y la instalación. Obras de un canal se encuentran cercanas a la idea convencional de la televisión o pantalla de cine: un video se proyectó, proyecta o se muestra como una sola imagen, las obras de instalación implican ya sea un entorno, varias piezas distintas de vídeo presenta por separado, o cualquier combinación de vídeo con los medios de comunicación tradicionales como la escultura. La vídeoinstalación es una de las formas más frecuentes de videoarte en la actualidad. A veces se combina con otros medios de comunicación y a menudo se encuentra subsumido por el mayor conjunto de una instalación o ejecución o el arte de los nuevos medios. Contribuciones contemporáneas se están produciendo en el cruce de otras disciplinas como la instalación, la arquitectura, el diseño, la escultura, el arte electrónico, VJ (artista de performance de video) y el arte digital u otros aspectos documentativa de la práctica artística.
Emergentes en la década de 1970, Bill Viola, Nan Hoover (EE. UU., NL, DE - murió en el 2008), y Gary Hill (EE. UU.) continúan siendo vistos como célebres videoartistas. Matthew Barney, el creador del ciclo Cremaster, es otro artista estadounidense conocido por su aportación al videoarte. Otros artistas de vídeo contemporáneo de la nota incluyen Eija-Liisa Ahtila (Finlandia), Arambilet (República Dominicana - España), Fred Bosque (Francia), David Hall (Reino Unido), Tony Oursler (EE. UU.), Mary Lucier (EE. UU.), Paul Pfeiffer, Sadie Benning, Paul Chan, Eve Sussman, Paul Kuniholm Pauper y Miranda July; Eija-Liisa Ahtila (Finlandia), Kirill Preobrazhenskiy (Rusia), Pipilotti Rist (Suiza); Surekha (India); Stefano Pasquini (Italia); Shaun Wilson (Australia); Stan Douglas (Canadá); Douglas Gordon (Reino Unido); Olga Kisseleva (Rusia); Anne-Mie van Kerckhoven (Bélgica); Martin Arnold (Austria); Matthias Müller (Alemania), Heiko Daxl (Alemania); Gillian Wearing (Reino Unido); Stefano Cagol (Italia); Helene Negro (Chipre); Shirin Neshat (Irán / EE. UU.); Aernout Mik (Países Bajos), Jordi Colomer (España / Francia), Martín Sastre (Uruguay/España), Sergei Shutov (Rusia), Francisco Brives (España) y Walid Raad (Líbano / EE. UU.) En la década de los 80/90 en España surgen nombres asociados al videoarte como Antoni Muntadas, Eulalia Valldosera, Eugenio Ampudia, Antonio Alvarado (net Art), Rafael Peñalver (video-collage), Luis Bezeta (video-performance), José Ramón da Cruz, Isabel Pérez del Pulgar, Lisi Prada (video-poesía), Francisco Brives (videodanza), Julia Juaniz (película pintada), Marta Azparren, Santiago Sierra, Elio Quiroga, Dora García. En la década de 2000-20 cabe destacar los trabajos de Cristina Lucas, Fernando Sánchez Castillo, Sergio Rubira, Michael Rush, Bartholomew Ryan, Daniel Silvo, Miguel Andrés, Diego Fiori y Olga Pohankova, entre otros.  
Actualmente en España son varios los espacios de memoria, investigación y difusión del videoarte. Destaca el CIDV ( Centro de Documentación e investigación del Videoarte) en el Museo C.A.V La Neomudéjar, que junto con el Museo Reina Sofía, Demolden Video Project y el Vostell en Malpartida de Cáceres son referencia internacional de estudio, investigación y conservación del videoarte. 
Dentro del panorama de Festivales en España, han sido varios los que han surgido en los últimos años con vocación Internacional, el Óptica Festival (Gijón), el Picknic Film Festival (Santander), el IVAHM (Madrid), PROYECTOR (desde 2008) y el Loop (Barcelona) son algunos de los más destacados.

## Opiniones sobre el videoarte
Existen varios artículos en los cuales se preguntan si el videoarte puede ser considerado un nuevo tipo de arte o no. Nos enfocaremos en un artículo llamado Video Tape Is Not Television: Aproximación a una estética del videoarte.
En los últimos años se han creado nuevas formas de experimentación, por medio de la utilización de los medios de las tecnologías digitales. El videoarte, como se ha mencionado anteriormente, está relacionado con técnicas audiovisuales y digitales de la imagen, por lo que es considerado como un nuevo paradigma estético.
El autor menciona que los medios audiovisuales han creado en la sociedad una idea, la cual menciona como “dictadura de las imágenes”, y explica que el significado de belleza, en cuanto al arte, ha cambiado, solo es bello si la “publicidad es cool”
El problema en cuanto si es arte o no proviene de que el videoarte viene a sustituir los materiales más importantes de un artista, como son los lienzos y los pigmentos, por cámaras fotográficas y cámaras de video, lentes, etc.  Lo que se debe de comprender es que con el videoarte se puede experimentar con el tiempo, hacerlo directo o retardarlo.
Otra razón por la que se piensa que el videoarte no es arte se debe a que no tiene interacción con el espectador. Esto cambia con la videoinstalación ya que el sujeto que observa, es decir el espectador, forma parte de la obra.

## Organizaciones notables del videoarte
- Video Pool Media Art Centre, Winnipeg, Canadá
- AEC Ars Electronica Center, Linz, Austria
- Video-art Investigation and Documentation Center, La Neomudéjar, Madrid
- Demolden Video Project, Santander, España
- PROYECTOR/Plataforma de Videoarte, España
- Edith-Russ Haus for Media Art, Oldenbourg, Alemania
- Electronic Arts Intermix, New York, NY
- EMAF European Media Art Festival, Osnabrueck, Alemania
- The Experimental Television Center, New York
- Goetz Collection, Múnich, Alemania
- Imai – inter media art institute, Düsseldorf, Alemania
- Julia Stoschek Collection, Düsseldorf, Alemania
- Kunstmuseum Bonn, gran colección de videoarte
- LA Freewaves es un festival de media experimental con el videoarte, cortometrajes y animación; las exposiciones se ubican en Los Ángeles y también se pueden encontrar en línea.
- Lumen Eclipse - Harvard Square, Massachusetts
- LUX, Londres, UK
- London Video Arts, Londres, UK
- Perpetual art machine, New York
- Raindance Foundation, New York
- Duncan of Jordanstone College of Art and Design, Escocia.
- Impakt Festival, Utrecht
- LIMA, the former Netherlands Media Art Institute/Montevideo, Ámsterdam, Holanda
- NBK Video-Forum, colección de videoarte, Neuer Berliner Kunstverein, Berlín.
- Souvenirs from Earth, Art TV Station on European Cable Networks (París, Cologne)
- Video archivo de Ursula Blickle, Vienna, Austria
- Video Art World, Hamptons, NY
- Video Data Bank, Chicago, IL.
- VIVO Media Arts Centre (Video In / Video Out Distribution), Vancouver, Canadá
- Videonale, Bonn, Alemania
- V tape, Toronto, Canadá
- ZKM Center for Art and Media Karlsruhe, Alemania
- Port Actif, Ghent, Bélgica